# Associação de Ensino e Pesquisa em Esporte e Lazer
L'Associação de Ensino e Pesquisa em Esporte e Lazer è una società pallavolistica maschile brasiliana, con sede a Juiz de Fora: milita nel campionato brasiliano di Superliga Série B.

## Storia
L'Universidade Federal Juiz de Fora viene fondata nel 2008. Dopo aver preso parte alla Liga Nacional, debutta in Superliga Série A nella stagione 2011-12. Nel 2016 cambia la propria denominazione in Associação de Ensino e Pesquisa em Esporte e Lazer. 

## Rosa 2013-2014
| N° | Nome                 | Ruolo | Data di nascita   | Nazionalità sportiva |
| -- | -------------------- | ----- | ----------------- | -------------------- |
| -  | Maurício Bara        | All.  |                   | Brasile              |
| 1  | Octacílio Neto       | L     | 14 maggio 1992    | Brasile              |
| 2  | Daivison da Silva    | S     | 30 giugno 1980    | Brasile              |
| 3  | Marcos do Nascimento | C     | 17 aprile 1983    | Brasile              |
| 4  | Victor Pereira       | C     | 2 agosto 1991     | Brasile              |
| 5  | Thales Hoss          | L     | 26 aprile 1989    | Brasile              |
| 6  | Danilo Gelinski      | P     | 13 marzo 1990     | Brasile              |
| 7  | Ricardo Pereira      | S/O   | 26 giugno 1979    | Brasile              |
| 8  | André Aleixo         | S     | 21 dicembre 1990  | Brasile              |
| 9  | Rodrigo Rivoli       | P     | 1º ottobre 1978   | Brasile              |
| 10 | Filipe Cipriani      | C     | 9 settembre 1985  | Brasile              |
| 11 | Rodrigo dos Santos   | C     | 7 maggio 1981     | Brasile              |
| 13 | Lucas Rangel         | C     | 29 ottobre 1990   | Brasile              |
| 14 | José de Oliveira     | C     | 18 novembre 1991  | Brasile              |
| 15 | Daniel Maciel        | S/O   | 19 aprile 1988    | Brasile              |
| 17 | Hugo Hamacher Silva  | S     | 13 aprile 1991    | Brasile              |
| 18 | Vitor Dias           | P     | 12 marzo 1991     | Brasile              |
| 19 | William Reffatti     | S     | 1º maggio 1987    | Brasile              |
| 20 | Diego de Almeida     | C     | 23 settembre 1986 | Brasile              |

## Denominazioni precedenti
- 2008-2016: Universidade Federal Juiz de Fora